# Jerry Harrison
Jerry Harrison, född Jeremiah Griffin Harrison den 21 februari 1949 i Milwaukee, Wisconsin, är en amerikansk musiker.
Harrison spelade med olika high school-grupper 1964–1967. År 1971 blev han en av medlemmarna i rockbandet The Modern Lovers, och han var med på gruppens självbetitlade debutalbum innan han 1976 blev medlem i new wave-gruppen Talking Heads, där han spelade keyboard och gitarr.
1981 kom Harrisons första soloskiva. Han har även producerat skivor för en rad andra artister, däribland BoDeans, Violent Femmes, Live, Crash Test Dummies och No Doubt.

## Diskografi
Album med The Modern Lovers
- 1976 – The Modern Lovers (inspelat september 1971 och mars 1972)
- 1981 – The Original Modern Lovers (inspelat 1972)

Album med Talking Heads
- 1977 – Talking Heads: 77
- 1978 – More Songs About Buildings and Food
- 1979 – Fear of Music
- 1980 – Remain in Light
- 1983 – Speaking in Tongues
- 1985 – Little Creatures
- 1986 – True Stories
- 1988 – Naked

Soloalbum
- 1981 – The Red and the Black
- 1988 – Casual Gods
- 1990 – Walk on Water